# Llista de peixos del riu Mississipi

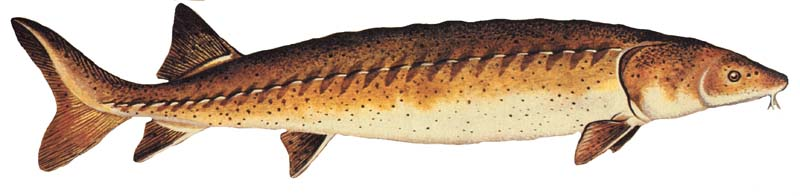
Acipenser fulvescens

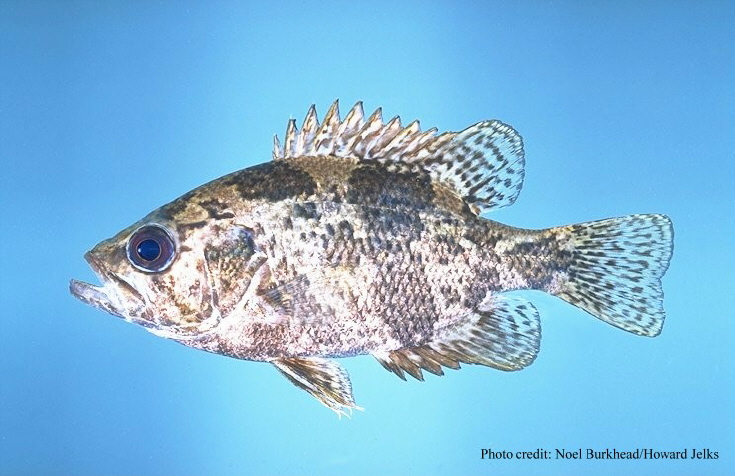
Ambloplites ariommus

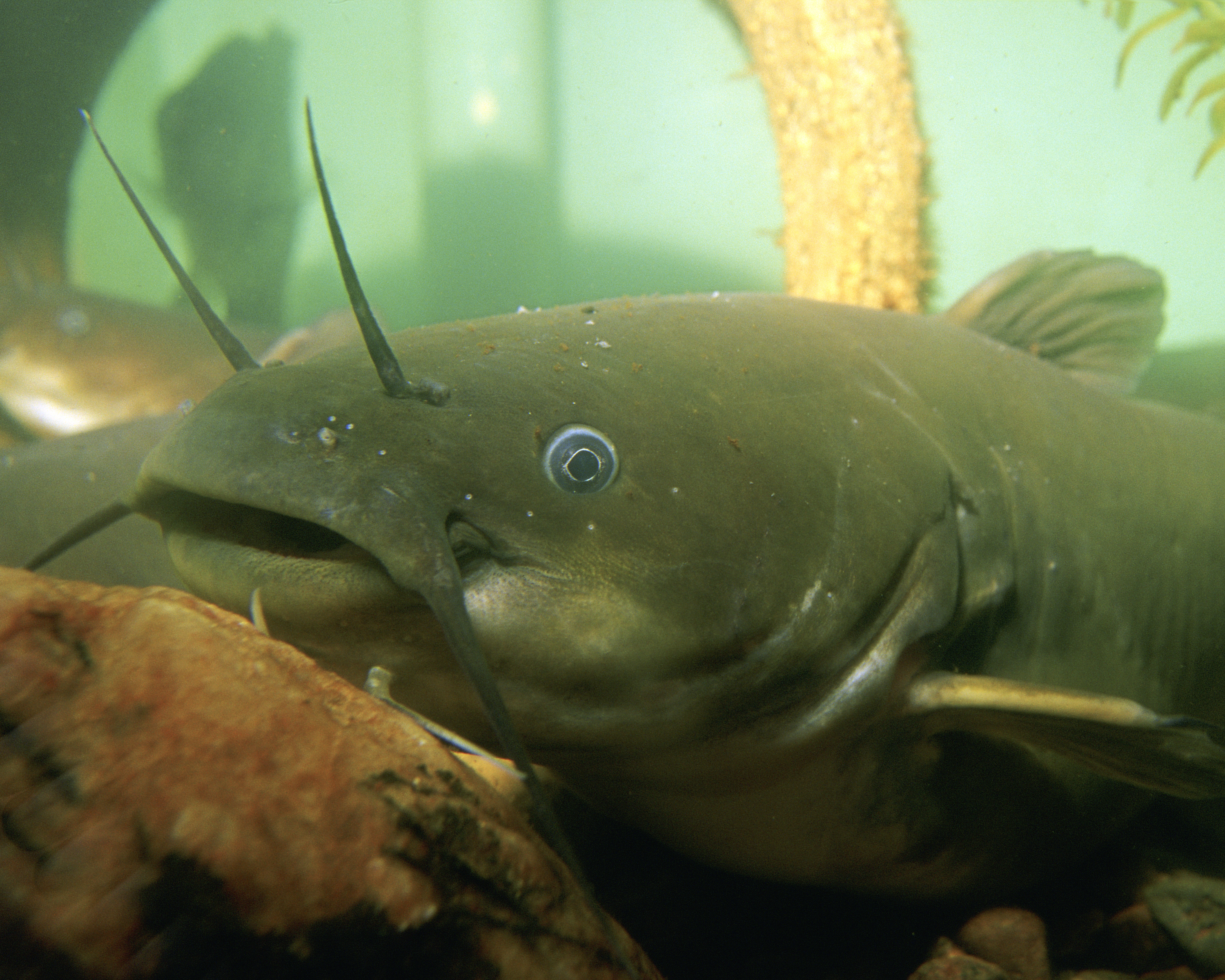
Ameiurus natalis

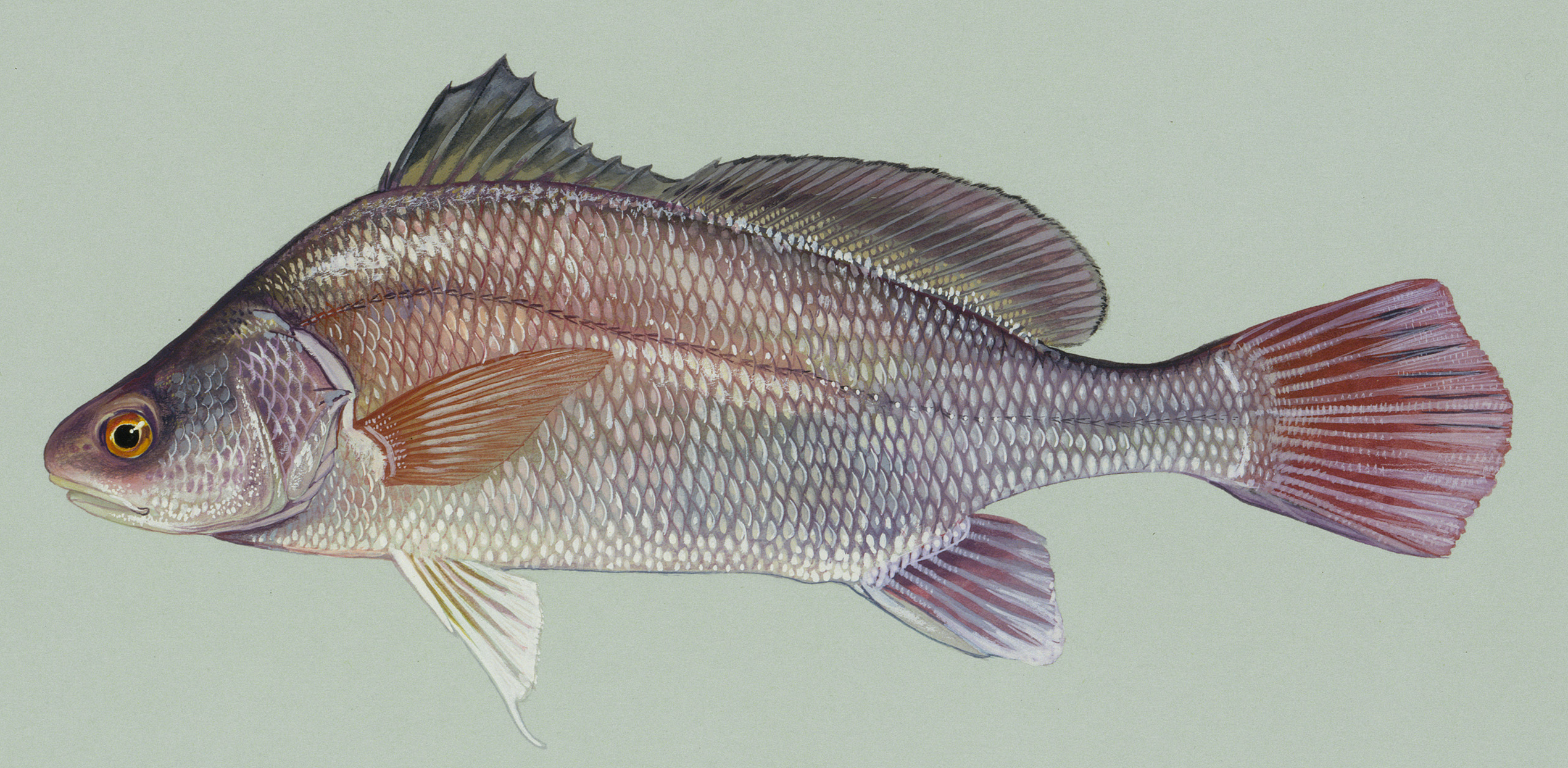
Aplodinotus grunniens

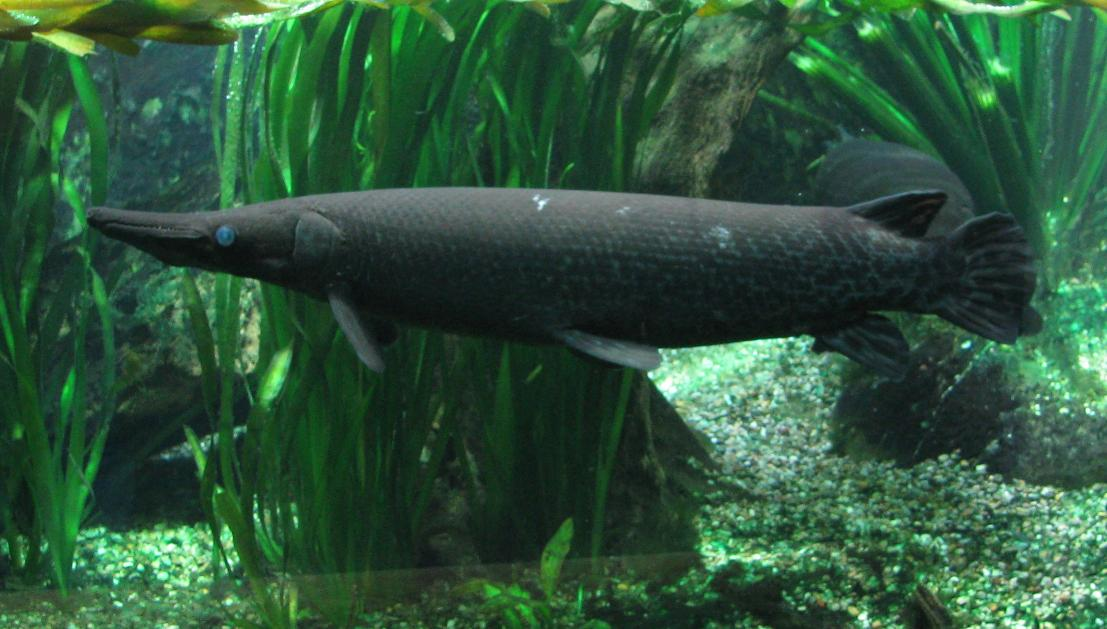
Atractosteus spatula

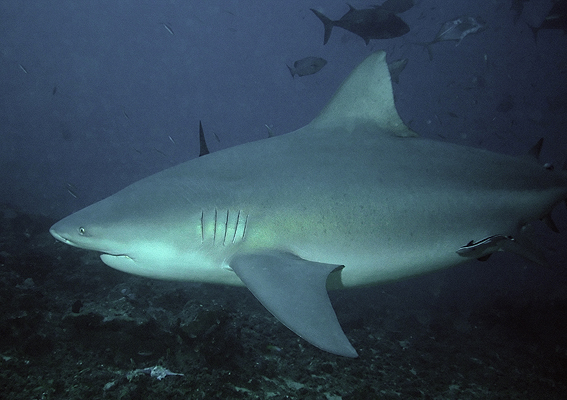
Tauró camús (Carcharhinus leucas)

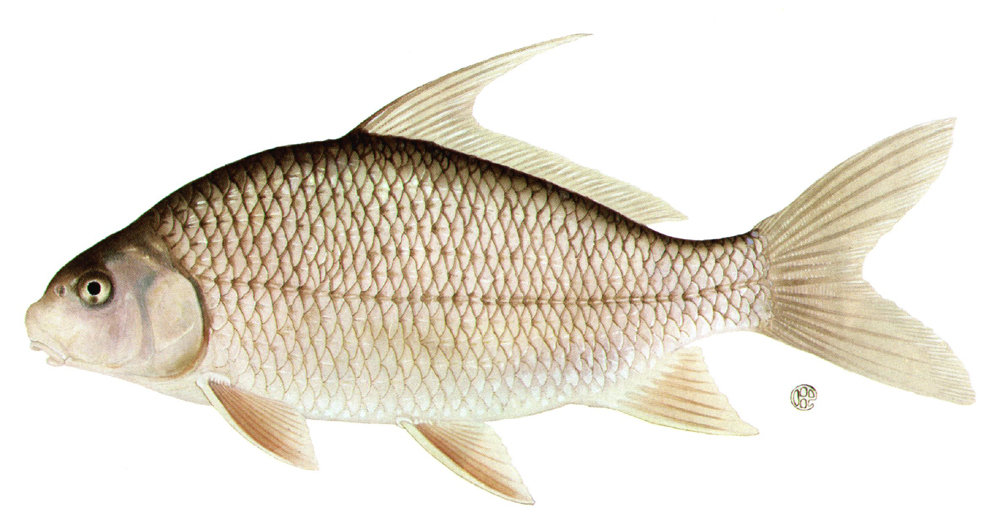
Carpiodes cyprinus

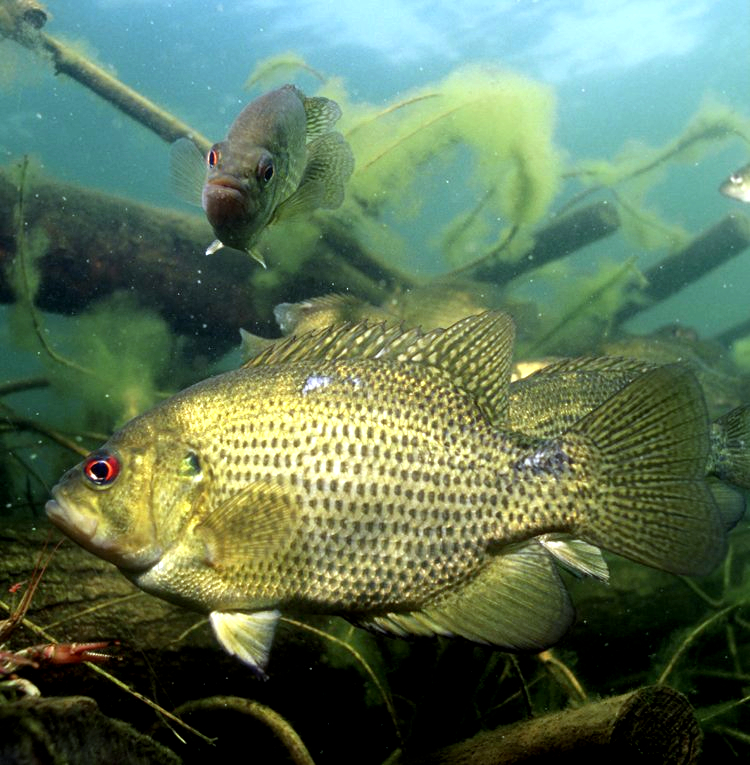
Ambloplites rupestris

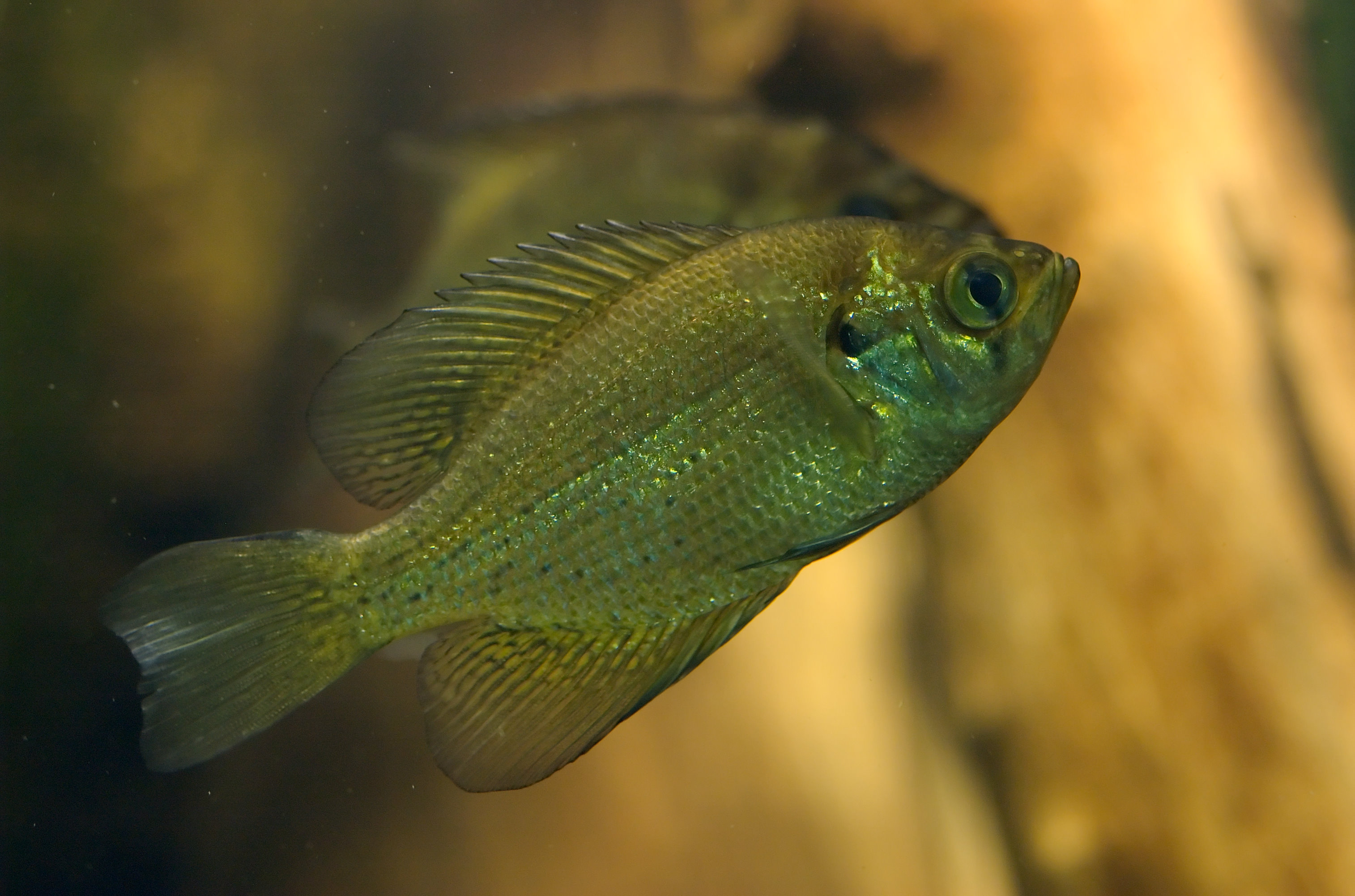
Centrarchus macropterus

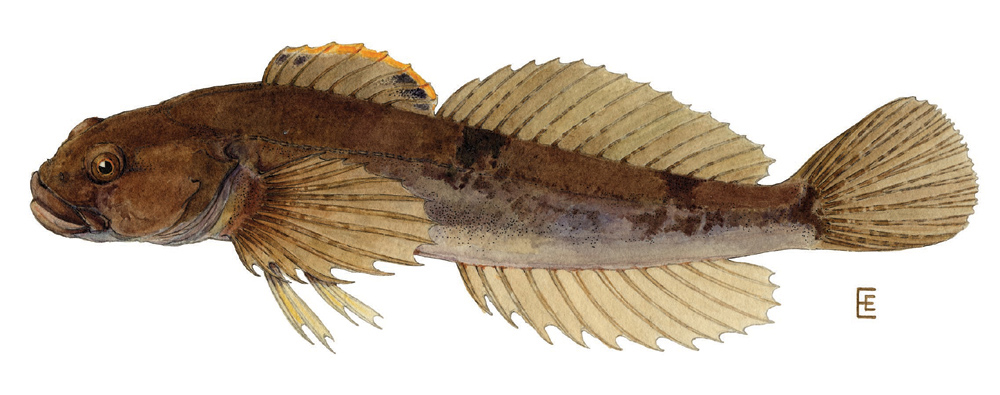
Cottus cognatus

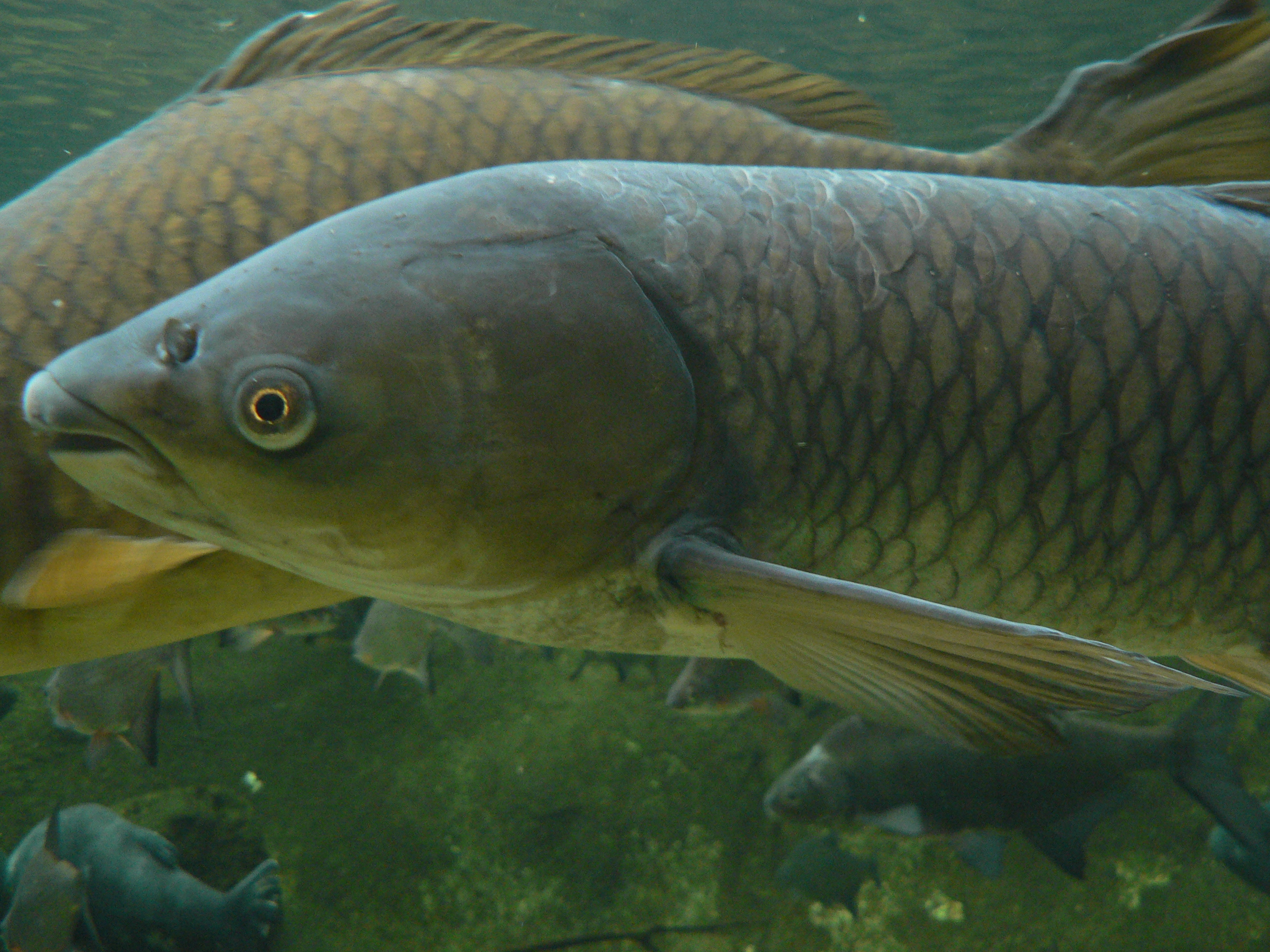
Ctenopharyngodon idella

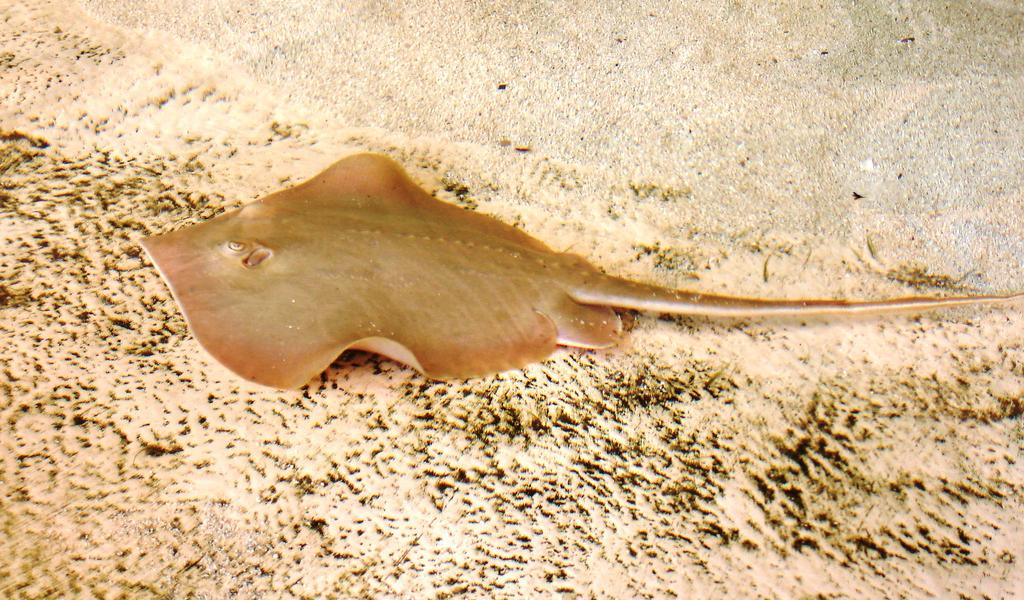
Dasyatis sabina

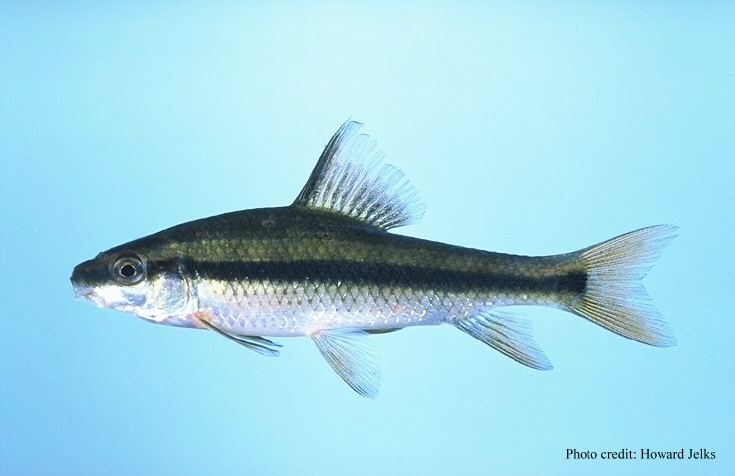
Erimyzon sucetta

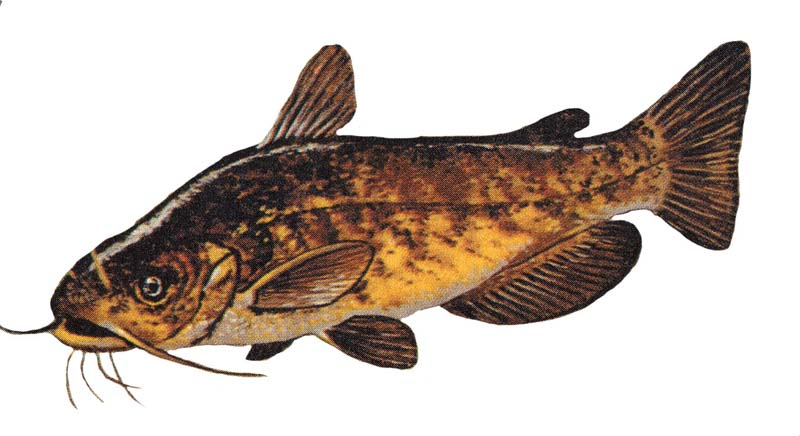
Peix gat bru (Ameiurus nebulosus)

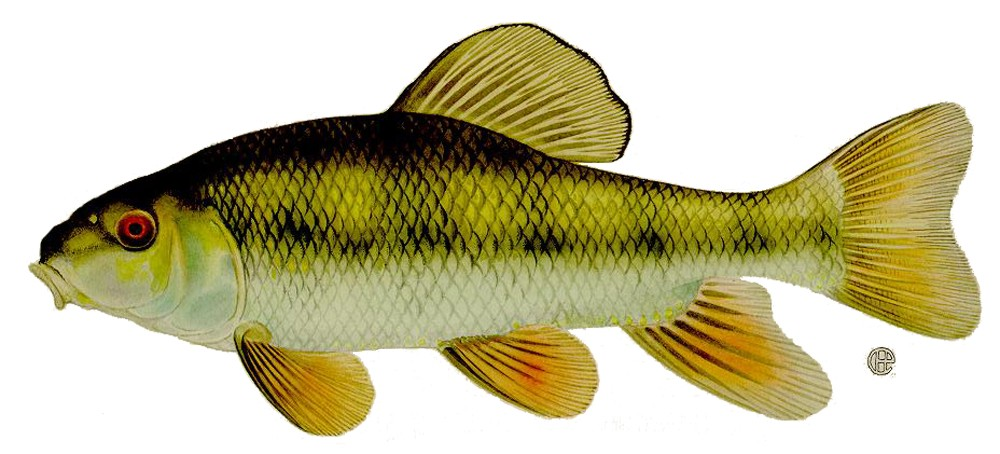
Erimyzon oblongus

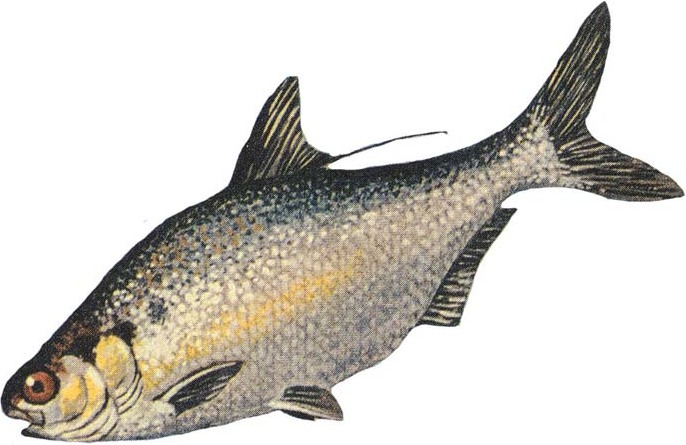
Dorosoma cepedianum

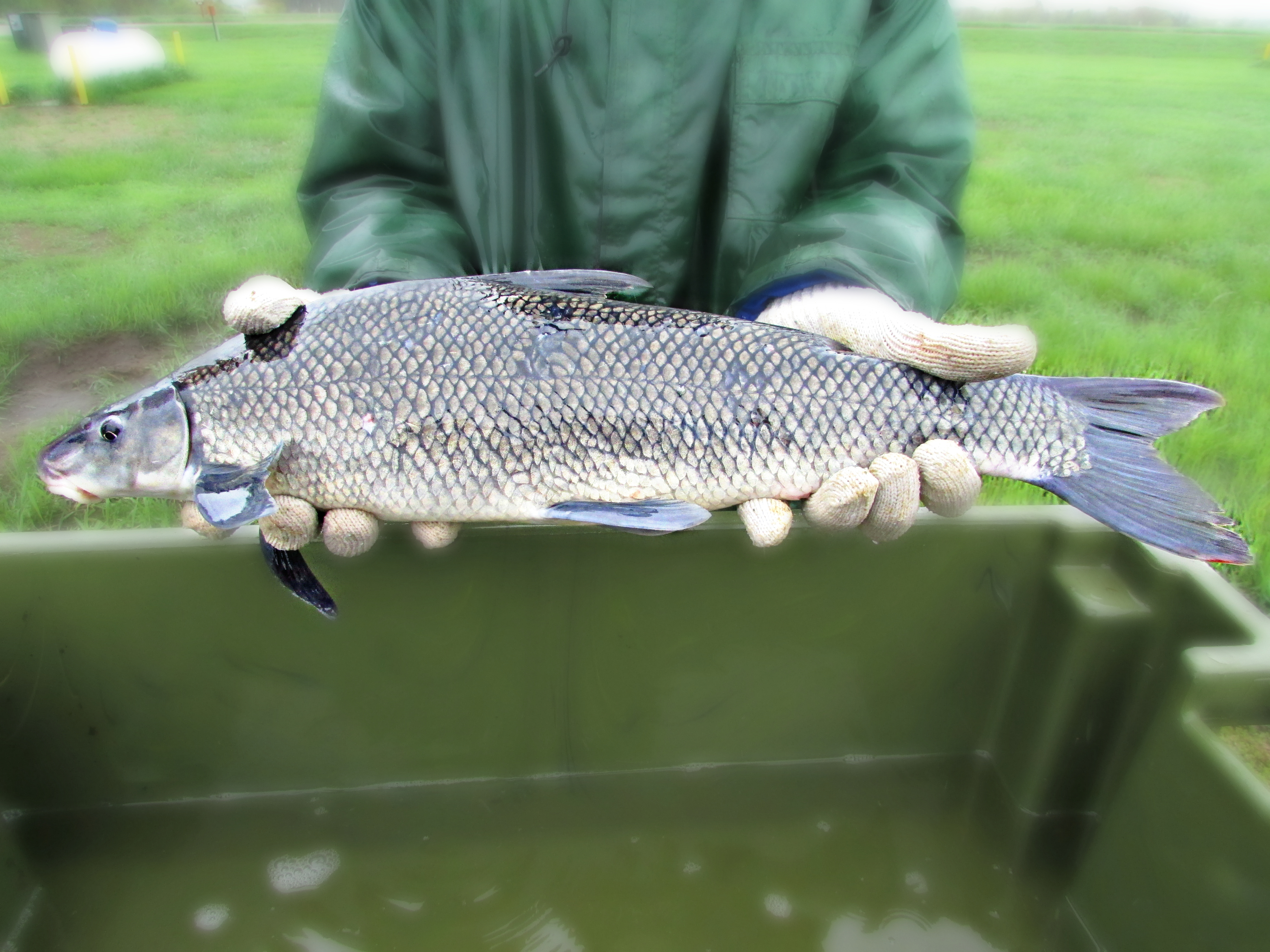
Cycleptus elongatus

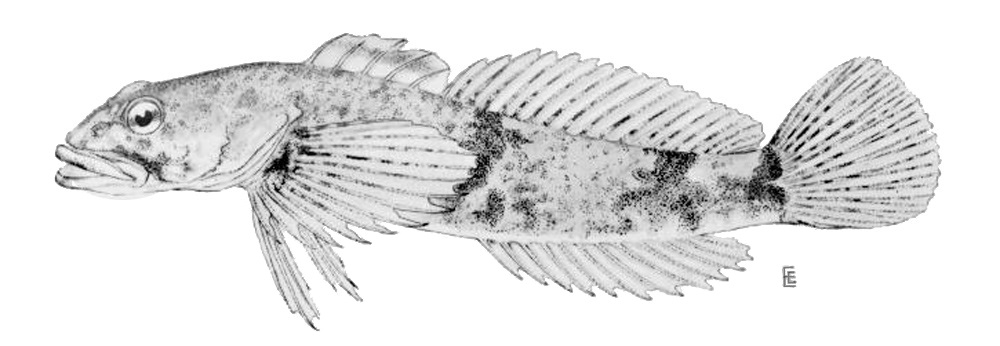
Cottus bairdii

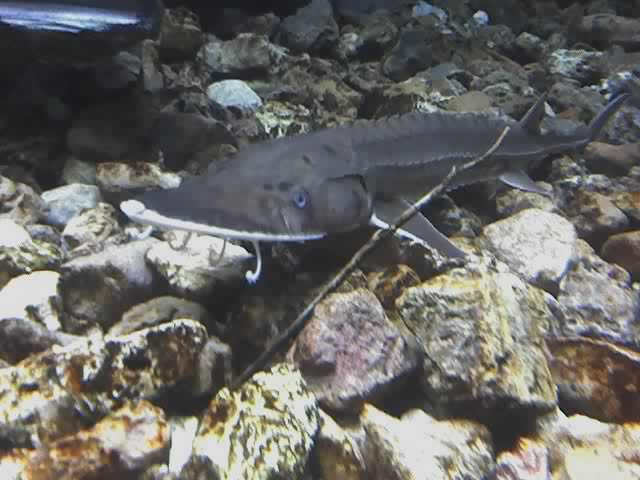
Scaphirhynchus platorynchus

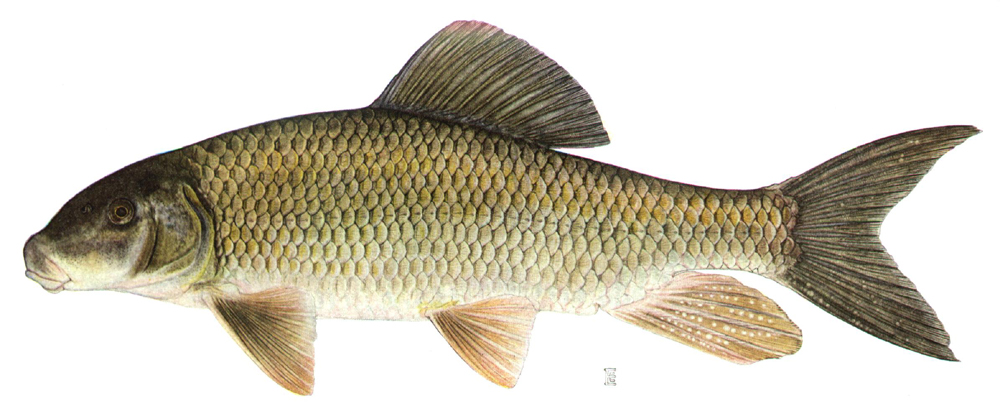
Moxostoma anisurum

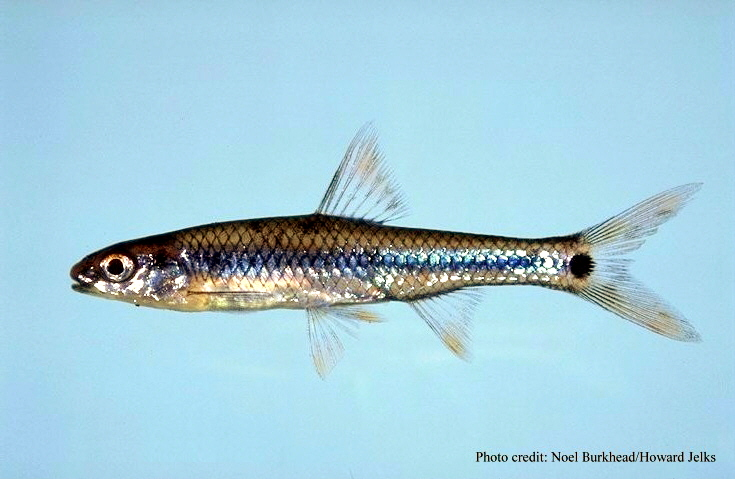
Notropis maculatus

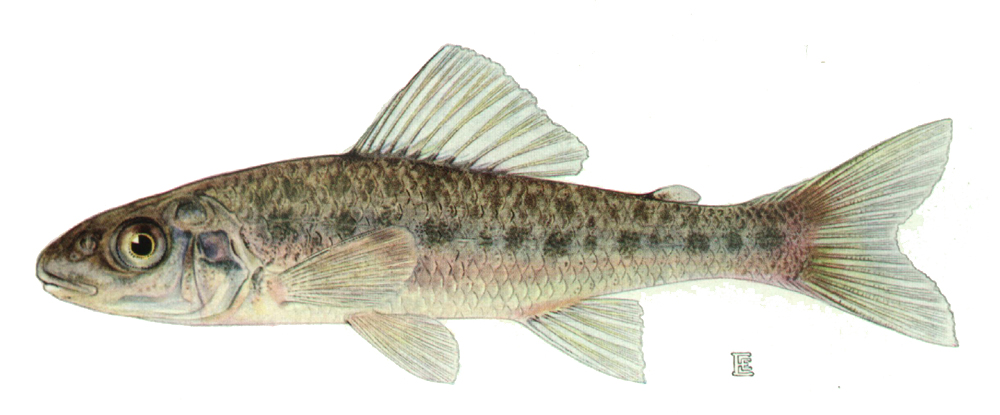
Percopsis omiscomaycus

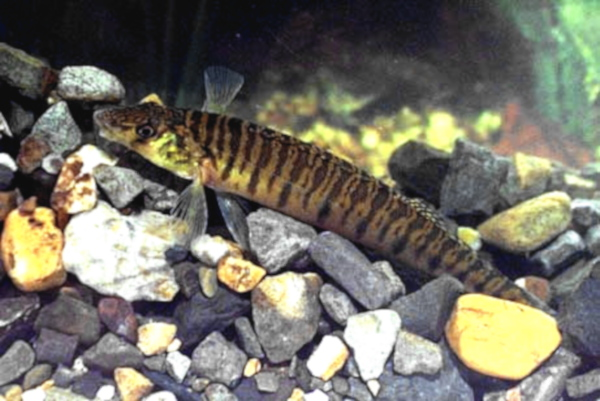
Percina caprodes

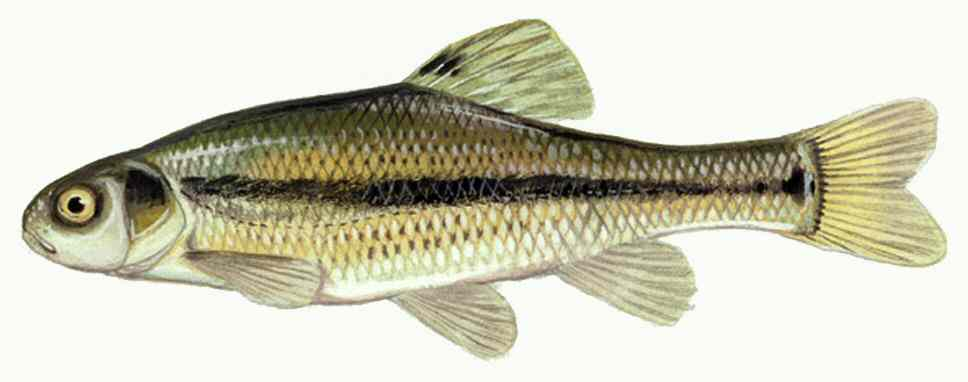
Pimephales promelas

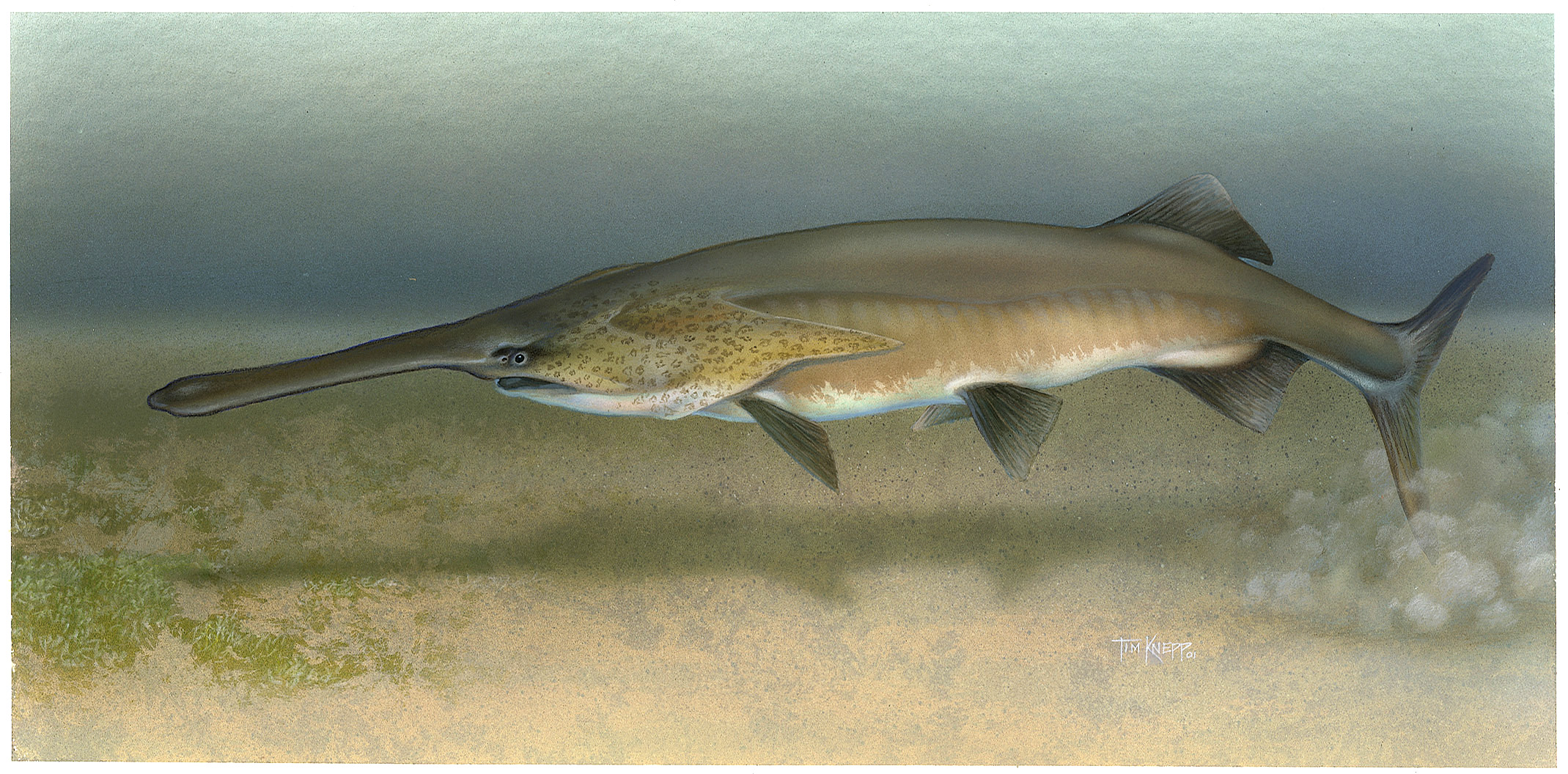
Polyodon spathula

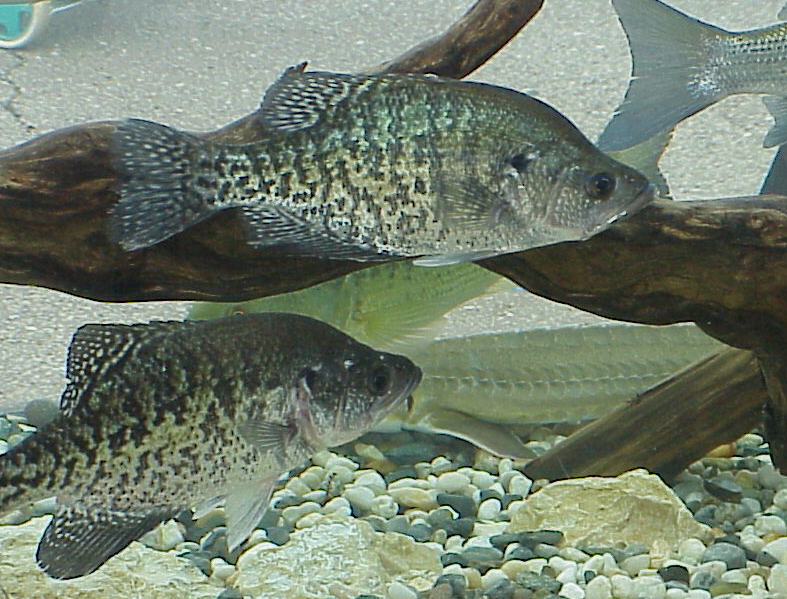
Pomoxis annularis

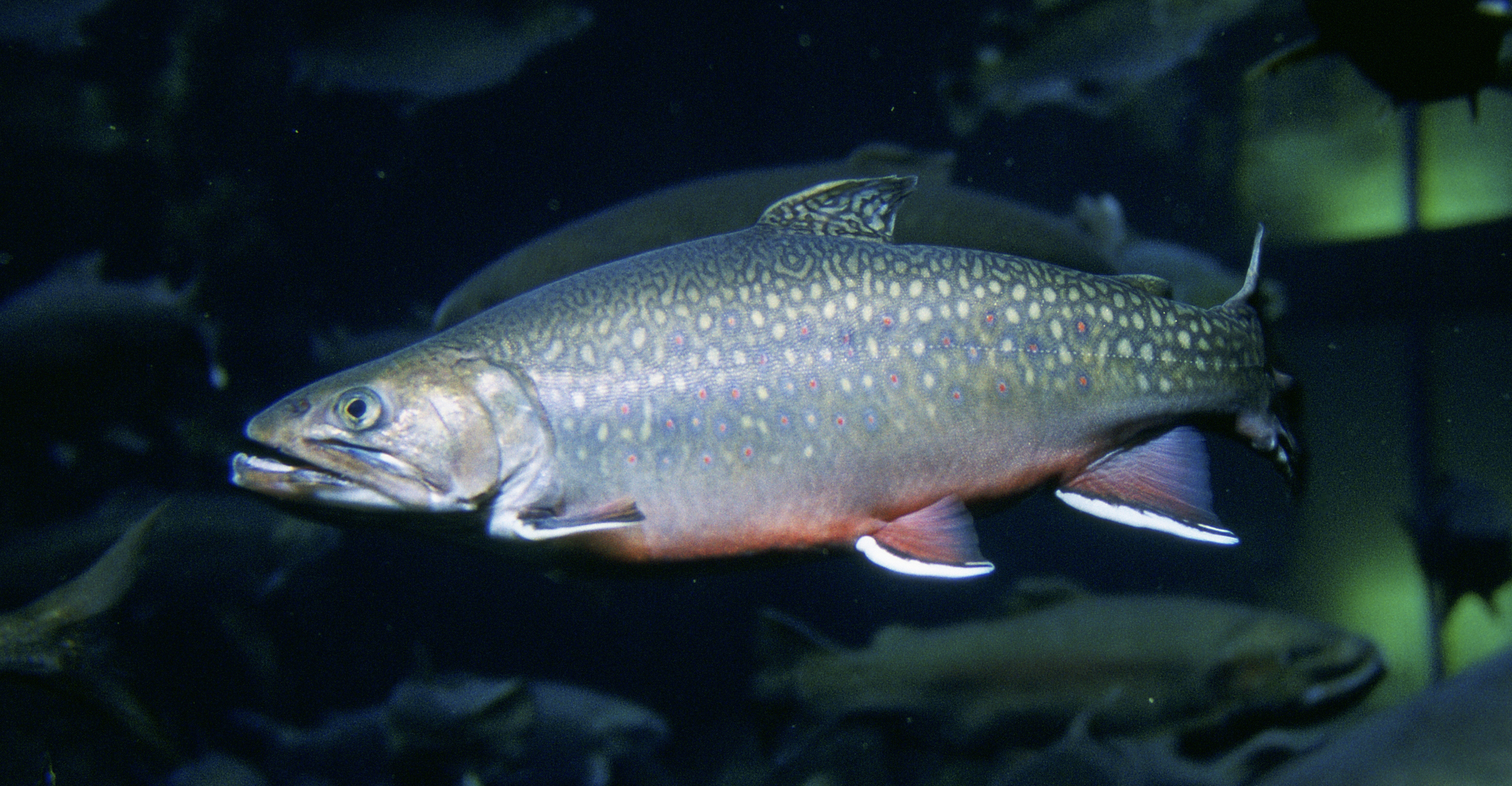
Truita de rierol (Salvelinus fontinalis)

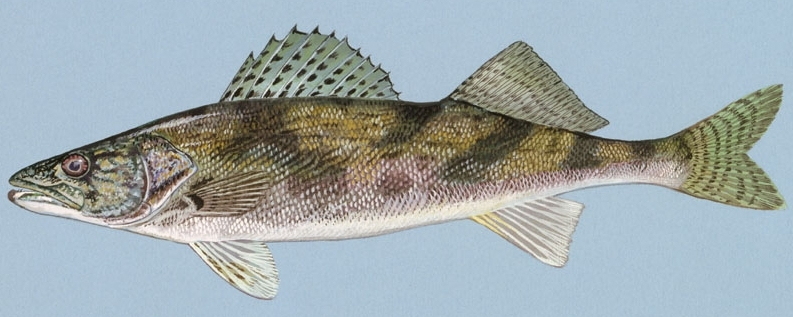
Sander canadensis

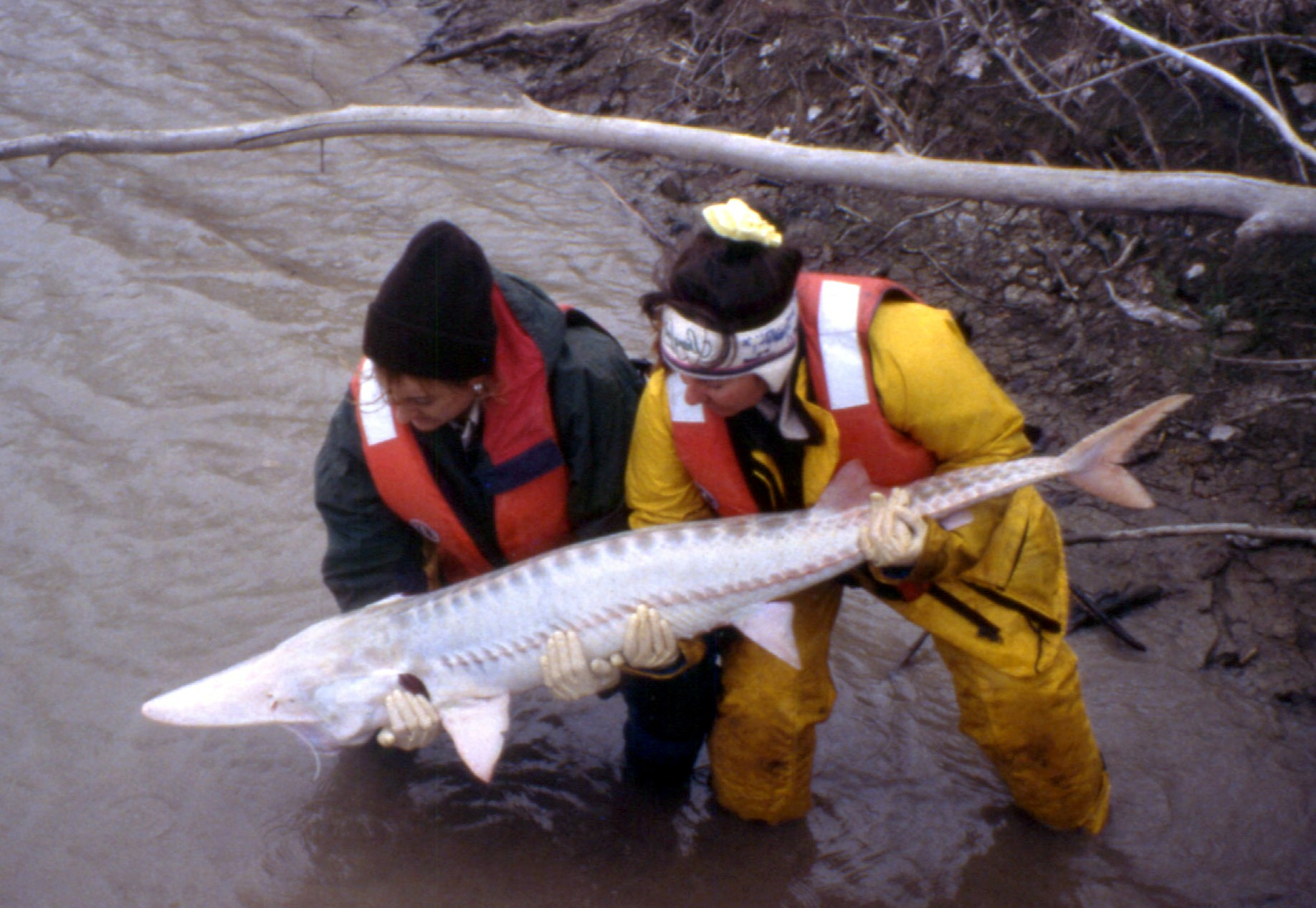
Scaphirhynchus albus

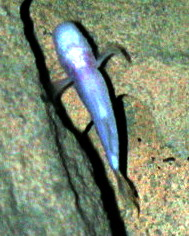
Typhlichthys subterraneus

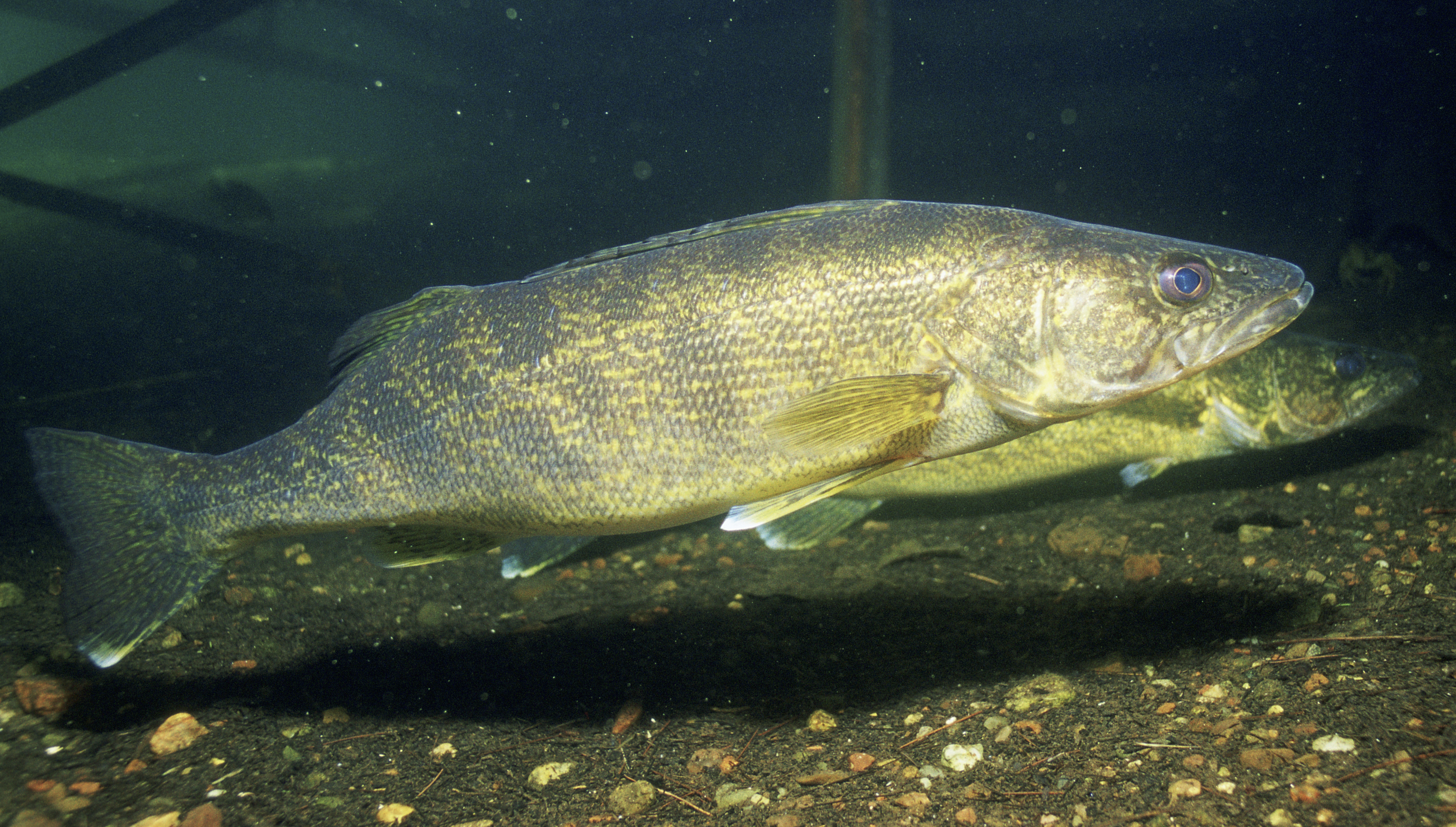
Sander vitreus

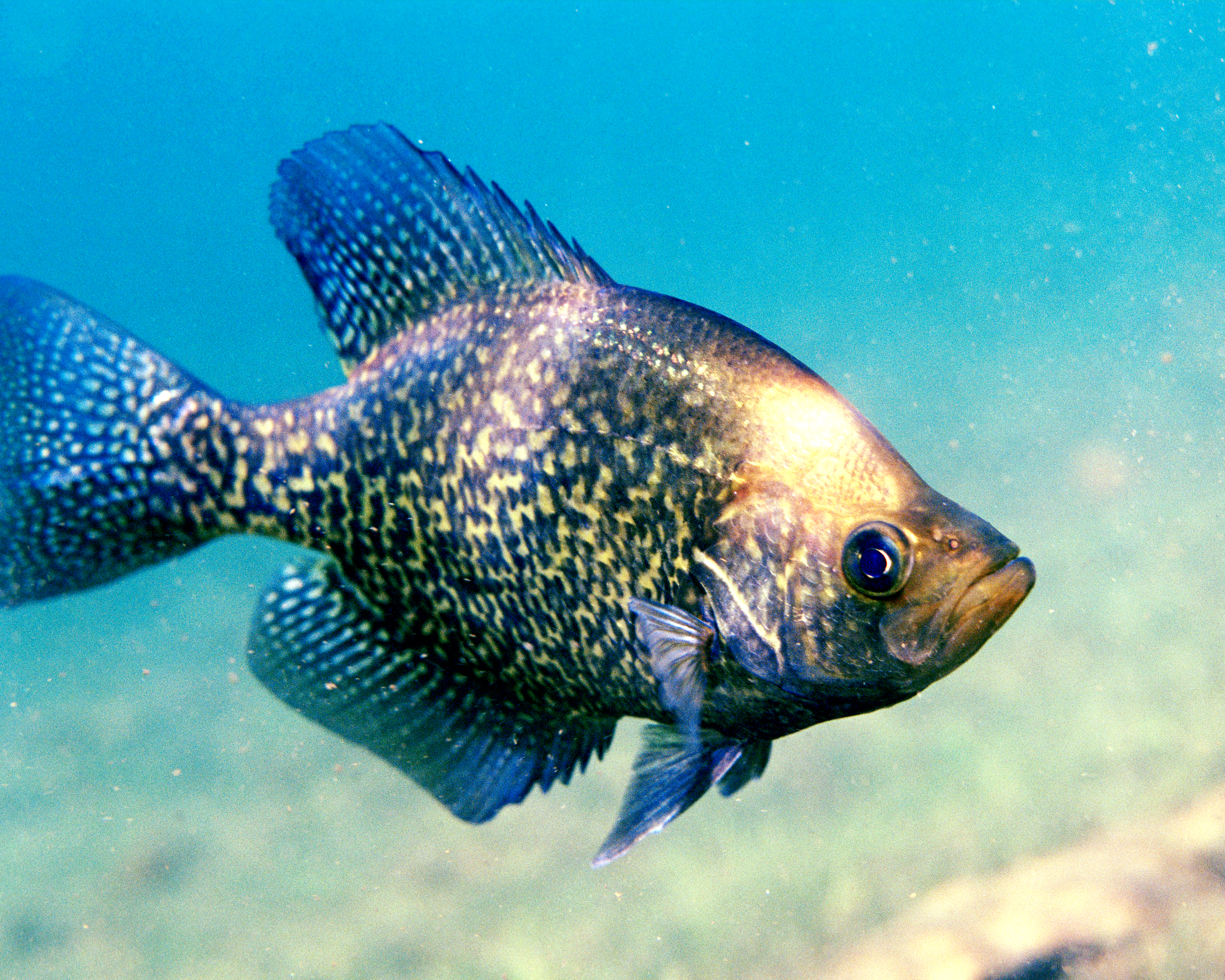
Pomoxis nigromaculatus

Aquesta llista de peixos del riu Mississipi -incompleta- inclou 226 espècies de peixos que es poden trobar al riu Mississipi, als estats de Mississipi, Wisconsin i Arkansas, als Estats Units d'Amèrica, ordenades per l'ordre alfabètic de llur nom científic.

## A
- Acipenser fulvescens
- Acipenser oxyrinchus oxyrinchus
- Alosa alabamae
- Alosa chrysochloris
- Ambloplites ariommus
- Ambloplites rupestris
- Ameiurus natalis
- Peix gat bru (Ameiurus nebulosus)
- Amia calva
- Ammocrypta beanii
- Ammocrypta clara
- Ammocrypta vivax
- Anguilla rostrata
- Aphredoderus sayanus
- Aplodinotus grunniens
- Atractosteus spatula

## C
- Campostoma anomalum
- Campostoma oligolepis
- Campostoma pullum
- Carassius auratus auratus
- Tauró camús (Carcharhinus leucas)
- Carpiodes carpio
- Carpiodes cyprinus
- Carpiodes velifer
- Catostomus commersonii
- Centrarchus macropterus
- Clinostomus elongatus
- Coregonus artedi
- Cottus bairdii
- Cottus carolinae
- Cottus cognatus
- Crystallaria asprella
- Ctenopharyngodon idella
- Culaea inconstans
- Cycleptus elongatus
- Cyprinella camura
- Cyprinella lutrensis
- Cyprinella spiloptera
- Cyprinella venusta
- Cyprinella whipplei
- Cyprinus carpio carpio

## D
- Dasyatis sabina
- Dorosoma cepedianum
- Dorosoma petenense

## E
- Erimystax x-punctatus
- Erimyzon oblongus
- Erimyzon sucetta
- Esox americanus americanus
- Esox americanus vermiculatus
- Esox lucius
- Esox masquinongy
- Esox niger
- Etheostoma asprigene
- Etheostoma blennioides
- Etheostoma caeruleum
- Etheostoma chlorosoma
- Etheostoma exile
- Etheostoma flabellare
- Etheostoma gracile
- Etheostoma histrio
- Etheostoma lynceum
- Etheostoma microperca
- Etheostoma nigrum
- Etheostoma parvipinne
- Etheostoma proeliare
- Etheostoma punctulatum
- Etheostoma spectabile
- Etheostoma stigmaeum
- Etheostoma swaini
- Etheostoma whipplei
- Etheostoma zonale
- Etheostoma zonistium

## F
- Forbesichthys agassizii
- Fundulus catenatus
- Fundulus chrysotus
- Fundulus diaphanus diaphanus
- Fundulus dispar
- Fundulus kansae
- Fundulus notatus
- Fundulus olivaceus
- Fundulus sciadicus
- Fundulus zebrinus

## G
- Gambusia affinis

## H
- Hiodon alosoides
- Hiodon tergisus
- Hybognathus argyritis
- Hybognathus hankinsoni
- Hybognathus hayi
- Hybognathus nuchalis
- Hybognathus placitus
- Hybopsis amblops
- Hybopsis amnis
- Hybopsis dorsalis
- Hybopsis winchelli
- Hypentelium nigricans
- Hypophthalmichthys molitrix
- Hypophthalmichthys nobilis

## I
- Ichthyomyzon castaneus
- Ichthyomyzon fossor
- Ichthyomyzon gagei
- Ichthyomyzon unicuspis
- Ictalurus furcatus
- Ictalurus punctatus
- Ictiobus bubalus
- Ictiobus cyprinellus
- Ictiobus niger

## L
- Labidesthes sicculus
- Lampetra aepyptera
- Lampetra appendix
- Lepisosteus oculatus
- Lepisosteus osseus
- Lepisosteus platostomus
- Lepomis cyanellus
- Lepomis gibbosus
- Lepomis gulosus
- Lepomis humilis
- Lepomis macrochirus
- Lepomis megalotis
- Lepomis microlophus
- Lepomis symmetricus
- Lota lota
- Luxilus chrysocephalus
- Luxilus cornutus
- Luxilus zonatus
- Lythrurus fumeus
- Lythrurus umbratilis

## M
- Macrhybopsis aestivalis
- Macrhybopsis gelida
- Macrhybopsis hyostoma
- Macrhybopsis meeki
- Macrhybopsis storeriana
- Margariscus margarita
- Menidia beryllina
- Micropterus dolomieu
- Micropterus punctulatus
- Micropterus salmoides
- Minytrema melanops
- Morone americana
- Morone chrysops
- Morone mississippiensis
- Morone saxatilis
- Moxostoma anisurum
- Moxostoma carinatum
- Moxostoma duquesnii
- Moxostoma erythrurum
- Moxostoma macrolepidotum
- Moxostoma poecilurum
- Moxostoma valenciennesi
- Mugil cephalus
- Mylopharyngodon piceus

## N
- Nocomis biguttatus
- Nocomis leptocephalus
- Notemigonus crysoleucas
- Notropis ammophilus
- Notropis anogenus
- Notropis atherinoides
- Notropis blennius
- Notropis boops
- Notropis buccatus
- Notropis buchanani
- Notropis chalybaeus
- Notropis greenei
- Notropis heterodon
- Notropis heterolepis
- Notropis hudsonius
- Notropis longirostris
- Notropis maculatus
- Notropis nubilus
- Notropis percobromus
- Notropis petersoni
- Notropis potteri
- Notropis rubellus
- Notropis shumardi
- Notropis stramineus
- Notropis texanus
- Notropis topeka
- Notropis volucellus
- Notropis wickliffi
- Noturus eleutherus
- Noturus exilis
- Noturus flavus
- Noturus gladiator
- Noturus gyrinus
- Noturus hildebrandi hildebrandi
- Noturus miurus
- Noturus nocturnus
- Noturus phaeus
- Noturus stigmosus

## O
- Opsopoeodus emiliae emiliae
- Osmerus mordax dentex

## P
- Perca flavescens
- Percina caprodes
- Percina copelandi
- Percina evides
- Percina maculata
- Percina nigrofasciata
- Percina phoxocephala
- Percina sciera
- Percina shumardi
- Percina vigil
- Percopsis omiscomaycus
- Phenacobius mirabilis
- Phoxinus eos
- Phoxinus erythrogaster
- Phoxinus neogaeus
- Pimephales notatus
- Pimephales promelas
- Pimephales vigilax
- Platygobio gracilis
- Polyodon spathula
- Pomoxis annularis
- Pomoxis nigromaculatus
- Pterygoplichthys disjunctivus
- Pungitius pungitius
- Pylodictis olivaris

## R
- Rhinichthys atratulus
- Rhinichthys cataractae

## S
- Truita de rierol (Salvelinus fontinalis)
- Sander canadensis
- Sander vitreus
- Scaphirhynchus albus
- Scaphirhynchus platorynchus
- Scaphirhynchus suttkusi
- Semotilus atromaculatus

## T
- Typhlichthys subterraneus

## U
- Umbra limi[1]